# Bernard Collaery

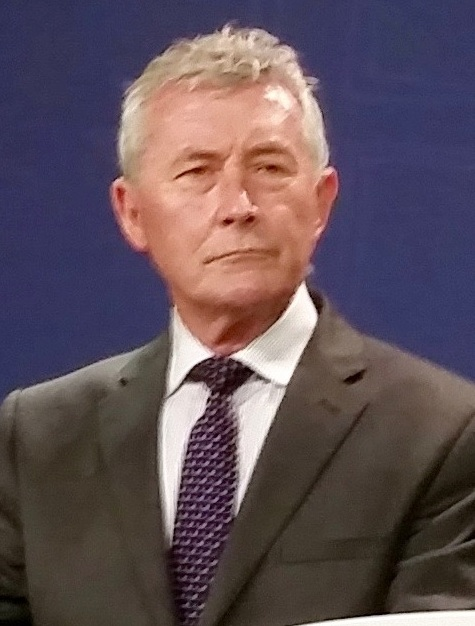
Bernard Collaery (2015)

Bernard Joseph Edward Collaery (* 12. Oktober 1944 in Caversham, Berkshire, Vereinigtes Königreich) ist ein australischer Rechtsanwalt, Menschenrechtler und ehemaliger Politiker und Generalstaatsanwalt des Australian Capital Territory. Er ist leitender Partner der Anwaltskanzlei Collaery Lawyers in Canberra. Für die Partei Residents Rally for Canberra war Collaery Abgeordneter in der Australian Capital Territory Legislative Assembly.

## Familie
Collaery ist der Sohn von Edward Francis Collaery, einem Piloten der Royal Australian Air Force (RAAF), der vor Bernards Geburt am 29. Juni 1944 im Kampf fiel. Die Mutter war Alice Leonora Scanlan. Bernard Collaery ist verheiratet mit Ann Marie McHugh und hat vier Kinder.

## Werdegang
Collaery war erster Sekretär der australischen Botschaft in Paris, bevor er sich der Politik zuwandte.
Mitte der 1980er Jahre gründete Collaery die Immigration Reform Group und überprüfte für die australische Bundesregierung 1981/82 die nationalen Bestimmungen zum Flüchtlingsstatus. 1982/83 reiste er mehrmals nach Thursday Island und vertrat anschließend westpapuanische Flüchtlinge vor dem australischen Bundesgericht. Daneben übernahm er die Vertretung von vietnamesischen Bootsflüchtlingen bei Behörden.
Am 8. Mai 1989 wurde Collaery in die neugeschaffene Australian Capital Territory Legislative Assembly gewählt. Damals leitete er die Residents Rally Party (RRP), die er als „kommunalbasierte grüne Stadtpartei“ beschrieb. Die Partei hielt vier der 17 Sitze. Die Australian Labor Party hielt fünf und bildete zunächst eine Minderheitsregierung, auf die Liberal Party of Australia entfielen vier. Zusammen mit drei Unabhängigen bildeten die Liberalen mit Collaerys RRP im Dezember eine neue Regierung. Collaery wurde stellvertretender Chief Minister und Generalstaatsanwalt. In der Regierung war er für Wohlfahrt und kommunale Dienste, Wohnungsbau, Sport und Freizeit sowie Jugend zuständig. Er beschrieb die Koalition als „weder politisch konservativ noch doktrinär links“. 1991 zerbrach die Koalition. Collaery trat bei den Neuwahlen 1992 und als unabhängiger Kandidat bei den Bundeswahlen 1993 für den Senat an, war aber bei beiden Versuchen nicht erfolgreich.
Als Barrister vertrat Collaery Mandanten bei Schadensersatzforderungen als Resultat von Katastrophen und ärztlichen Kunstfehlern. So vertrat er Verwandte von Opfern des Erdrutsches in Thredbo (1997), der Implosion im Royal Canberra Hospital (1997), des Brandes an Bord der HMAS Westralia (1998), des Absturzes einer F-111 der RAAF im Südchinesischen Meer (1998), des Zugunglücks in Glenbrook (1999), des Schiffsunglücks der Karlissa T bei Narooma (2003), des Buschfeuers in Canberra 2003 und des Verlustes einer Hercules der Royal Air Force im Irak (2005).

## Witness K

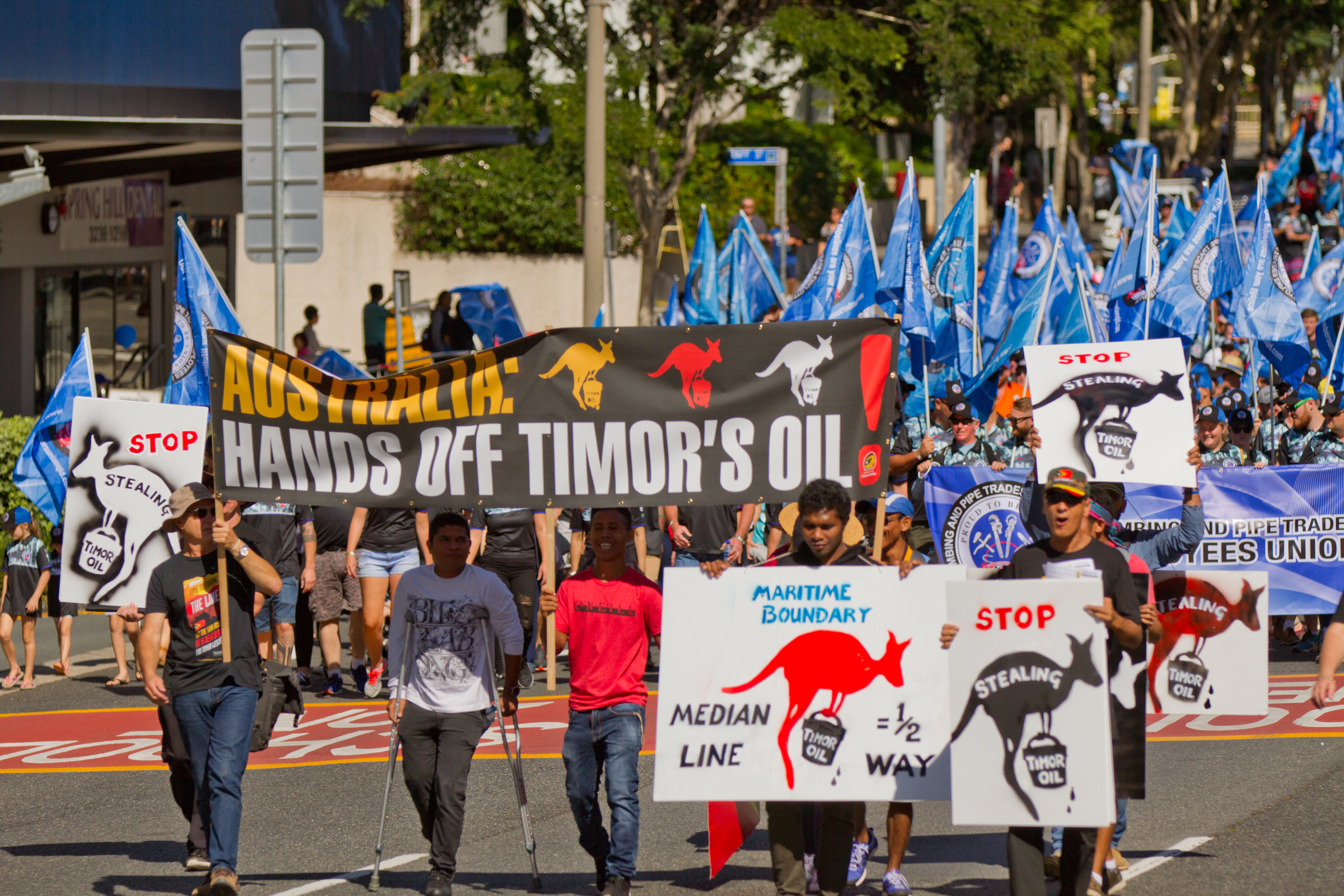
„Hands off Timor's Oil!“ (Brisbane 2017)

Collaery war langjähriger Berater der osttimoresischen Widerstandsbewegung gegen die indonesische Besatzung (1975–1999) und beriet später den Nationalrat des timoresischen Widerstandes (Conselho Nacional de Resistência Timorense CNRT), auch während der Übergangsverwaltung der Vereinten Nationen für Osttimor (UNTAET) und die Regierung Osttimors in völkerrechtlichen Fragen, so bei den Grenzstreitigkeiten zwischen Australien und Osttimor, die Osttimor letztlich für sich entscheiden konnte.
Während des Grenzstreits wurde am 23. April 2013 bekannt, dass der Australian Secret Intelligence Service (ASIS) während Verhandlungen zwischen Osttimor und Australien das Büro des Premierministers Osttimors, den Kabinettssaal, australische Hotels und Regierungsbüros in Osttimor abgehört hatte. Osttimor kündigte daraufhin alte Grenzverträge und verklagte Australien vor dem Ständigen Schiedshof in Den Haag. Aufgedeckt wurden die Umstände dank des Whistleblowers Witness K.
Am 3. Dezember 2013, wenige Tage vor Beginn der Gerichtsverhandlung in Den Haag, durchsuchte der australische Inlandsgeheimdienst ASIO (Australian Security Intelligence Organisation) Räume von Witness K und Collaery, der auch den Whistleblower vertrat. Dokumente und Datenträger wurden beschlagnahmt; Witness K wurde zeitweise verhaftet und sein Reisepass eingezogen. Am 17. Dezember 2013 verklagte Osttimor Australien vor dem Internationalen Gerichtshof (ICJ). Dieser ordnete am 3. März 2014 Australien an, die Spionage gegen Osttimor einzustellen. Die Kommunikation zwischen Osttimor und seinen Rechtsberatern dürfe nicht gestört werden. Die beschlagnahmten Dokumente durfte Australien zwar bis zum Abschluss der Verhandlung behalten, sie aber weder auswerten noch gegen Osttimor verwenden. Am 3. Juni 2015 gab Australien die beim Anwalt beschlagnahmten Dokumente an Osttimor zurück.
Am 28. Juni 2018 wurde bekannt gegeben, dass die australische Staatsanwaltschaft Collaery und Witness K wegen Verstoßes gegen den Intelligence Services Act anklagen werde, aufgrund der Weitergabe der Informationen zur Aktion des ASIS. Generalstaatsanwalt George Brandis hatte das Verfahren bewusst verzögert, wodurch die Beschuldigten jahrelang in Unsicherheit leben mussten. Erst unter Christian Porter, dem Nachfolger von Brandis, wurde das Verfahren begonnen. Osttimor forderte die sofortige Einstellung des Verfahrens gegen die beiden Männer, das am 12. September am Magistrates Court of the Australian Capital Territory eröffnet wurde. Die Verhandlungen fanden weitgehend unter Ausschluss der Öffentlichkeit statt nach dem Gesetz zu National Security Information (NSI). 2019 gab Witness K ein Schuldeingeständnis ab. Trotzdem dauerte die Verhandlung an. Collaery plädierte gegen die Vorwürfe auf nicht schuldig und legte in einigen Punkten erfolgreich Beschwerde ein gegen die Entscheidung, diese in der Verhandlung nicht öffentlich zu behandeln.
Am 18. Juni 2021 wurde Witness K, nach dem erneuten Eingeständnis der Schuld der Verschwörung zur Offenlegung geheimer Informationen, zu einer dreimonatigen Haftstrafe auf Bewährung verurteilt. Der Richter befand, dass er aus Gerechtigkeitssinn und nicht zum eigenen Vorteil gehandelt habe. Trotzdem sei das Vergehen ernst, da Witness K eine „ausdrückliche, vorsätzliche Verletzung der Pflicht des Angeklagten, die Geheimhaltung der Operationen von ASIS zu wahren“, begangen habe, weswegen eine Verurteilung nötig sei. Nachdem die australische Regierung mehrmals versucht hatte, dass bestimmte Umstände und Dokumente nicht der Öffentlichkeit preisgegeben werden, wurde am 7. Juli 2022 vom neuen Generalstaatsanwalt Mark Dreyfus die Anklage gegen Collaery schließlich fallen gelassen.

## Veröffentlichungen
Collaery veröffentlichte 2020 das Buch Oil Under Troubled Water: Australia’s Timor Sea Intrigue, in dem er Australiens Beziehung zu Osttimor seit dem Zweiten Weltkrieg thematisierte. Der Solicitor der australischen Regierung hatte Collaery 2018 in einem Schreiben „eine Höchststrafe von 10 Jahren Gefängnis“ angedroht, falls im Buch geheime Informationen über den Australian Secret Intelligence Service (ASIS) preisgegeben würden. In dem Schreiben wird darauf hingewiesen, dass Collaery aufgrund seiner Vereinbarung mit ASIS, die getroffen wurde, um Witness K zu vertreten, an die Bestimmungen des Intelligence Services Act (2001) gebunden sei. Nach der Veröffentlichung des Buches kam es nicht zu Beschwerden der Regierung.

## Auszeichnungen
Collaery gewann den Australian Lawyers Alliance 2018 Civil Justice Award. Das australische Online-Magazin Crikey kürte Collaery und Witness K zu dessen 2018 Person(s) of the Year.
2023 erhielt Collaery den Collar des Ordem de Timor-Leste.